# Cao Zhi
En aquest nom xinès, el cognom és Cao.
Cao Zhi (192 – 232) fou un poeta xinès durant la tardana dinastia Han de l'Est i el període dels Tres Regnes de l'antiga Xina. El seu estil de poesia fou molt venerat durant la dinastia Jin i, durant les dinasties del Sud i del Nord, vingué a ser conegut com l'estil jian'an.
Cao Zhi fou també fill del poderós senyor de la guerra Cao Cao. Junt amb el seu germà Cao Pi, foren els contendents més forts per aconseguir la posició del seu pare. Cao Pi finalment succeí a Cao Cao el 220 i en un poc menys d'un any es proclamà a si mateix el primer emperador del Regne de Wei. Com en moltes famílies poderoses, les tensions entre els familiars eren importants. A les darreries de la seua vida, a Cao Zhi no se li va permetre ficar-se en política, malgrat les seves moltes peticions per buscar-hi càrrec.

## El clan Cao
Per una llista completa, vegeu Cao Cao.

### Descendents directes
- Cao Miao (曹苗)

Duc de Gao Yang Xiang (高阳乡公)
- Cao Zhi (曹志)

Duc de Mu Xiang (穆乡公)(?-232)
Rei de Ji Bei (济北王)(232?-265)
Duc de Zhen Cheng (鄄城县公)(265-?)
Magistrat de Le Ping (乐平太守) (?-?)
Magistrat de Zhang Wu (章武太守） (?-?)
Magistrat de Zhao (赵郡太守) (?-?)
Professor (祭酒) (?-282)
(散骑常侍) (282-?)

### Família immediata
- Cao Cao (pare)
  - Cao Ang (germanastre major)
  - Cao Pi (germà major)
    - Cao Rui
      - Cao Fang
        - Cao Mao
          - Cao Huan

  - Cao Zhang (germà major)
  - Cao Xiong (germà menor)
  - Cao Chong (germanastre jove)

### Família per extensió
- Cao Ren (oncle)
- Cao Chun (oncle)
- Cao Xiu (cosí llunyà)
- Cao Zhen (cosí llunyà)
  - Cao Shuang